# Casalorzo Geroldi
Casalorzo Geroldi è una località abitata compresa nel comune italiano di Derovere.

## Storia
Casalorzo Geroldi è un piccolo centro abitato di antica origine.
In età napoleonica (1810) il comune di Casalorzo Geroldi fu soppresso e aggregato al comune di Cingia de' Botti, recuperando l'autonomia nel 1816, in seguito all'istituzione del Regno Lombardo-Veneto.
Nel 1829 venne aggregato a Casalorzo Geroldi il limitrofo comune di Casalorzo Boldori.
All'Unità d'Italia (1861) Casalorzo Geroldi contava 400 abitanti. Il comune di Casalorzo Geroldi venne soppresso nel 1868 e aggregato al comune di Derovere.